# 4-то основно училище „Иван Вазов“
IV ОУ „Иван Вазов“ е основно училище в град Търговище, разположено в жк. Запад 2, в съседство до бившата ПГИЧЕ „Митрополит Андрей“ (2003 – 2018). Директор на училището е Бойка Йорданова Сотирова.

## История
Първата копка за построяването на училището е направена през 1984 г. Открива първата си учебна година на 15 септември 1988 г., записани са 1209 ученици от I до ІX клас. Първи директор на училището е Стоян Стоянов. На 3 октомври 1988 г. е открита тържествено сградата, в която влизат 33 паралелки с техните 57 учители и възпитатели.
На 24 май 1991 г. е обявено името на училището – IV средно общообразователно училище „Иван Вазов“.
През февруари 1992 г. се пенсионира директорът Стоян Стоянов. Неговият пост е зает от госпожа Татяна Жечева. От септември 1994 г. училището е включено в списъка на 15–те училища в страната за ранно чуждоезиково обучение.
За учебната 1996/1997 г. се открива нова паралелка с профил „Науки за Земята“, за ученици след седми клас с приемен изпит по география. Това е последният випуск зрелостници на училището.
На 27 март 1997 г. Общинският съвет в Търговище приема решение IV СОУ да бъде преобразувано в IV ОУ.
Независимо от трудностите, от многото реформи и преобразувания, ІV ОУ „Иван Вазов“ продължава да изпълнява с неотслабващ възрожденски дух основната си задача – да носи гордо и високо пламъка на българското образователно дело. На 11 май 1999 г. се връчва и освещава училищното знаме.
През април 2006 г. за временно изпълняващ длъжността директор е назначена госпожа Цветелина Грозданова. От учебната 2007/2008 г. училището е със статут на средищно училище. В него се учат деца от селата Божурка, Братово, Пайдушко, Овчарово, Момино, Баячево, Черковна, Стража и кв. Въбел.
От юли 2010 г., след конкурс, директор на училището е госпожа Бойка Сотирова.

## Директори
Директори на училището през годините са:
- Стоян Стоянов (1988 – 1992)
- Татяна Жечева (1992 – 2006)
- Бойка Сотирова (от 2010 г.)

## Материална база
Училището е разположено на площ от 15 декара, от които има 2,544 дка застроена площ. Училищната сграда е с 4 тела (А, Б, В и Г), състои се от 52 учебни помещения, 1 актова зала, 3 компютърни зали, 1 видеозала, 3 физкултурни салони и 1 библиотека. Училището разполага още с лекарски и зъболекарски кабинети, ученически стол, административни помещения, складови помещения, работилници, а от 2001 г. то е газифицирано. Има 2 спортни площадки с обща площ – 7,84 декара.

## Етнографска сбирка
Към училището е създадена етнографска сбирка на име „Вазовчета“. Създадена в продължение на 9 месеца, с участоието на ученици, учители, родители и персонала на училището. А идеята е на трима преподаватели, сред които Веселин Бонев и Емил Димитров. Сбирката е разделена условно на три части – „Възраждане“, „Образование“ и „Животът между 1945 и 1989 г.“